# Wolpertinger

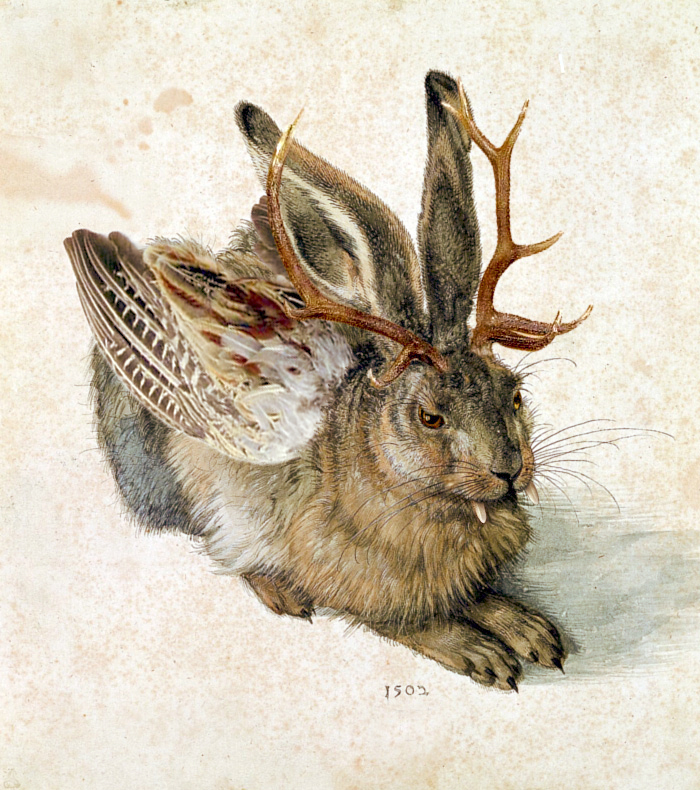
Wolpertinger

Wolpertinger hay còn gọi là thỏ có sừng, sóc có sừng là một sinh vật thần thoại và là sinh vật bí ẩn trong văn hóa dân gian Đức, là một loài động vật được tìm thấy trong núi rừng của Bavaria ở Đức. 

## Đặc điểm
Nó có một cơ thể như được lai tạp từ nhiều bộ phận động vật khác nhau, chiếc sừng giống hươu, thân thể của loài thỏ, cánh của loài chim, móng có màng như loài vịt, cùng bộ răng nanh dài. Nhiều người đã đặt tên cho loài động vật kỳ quái này là thỏ có sừng hay sóc có sừng.
Theo nhiều tài liệu ghi lại, hình ảnh của Wolpertinger đã được tìm thấy trong tranh khắc gỗ có niên đại từ thế kỷ XVII. Tuy nhiên, nhiều cuộc tranh luận về việc liệu có tồn tại một con Wolpertinger thực hay không hay đó chỉ là loài thỏ bị nhiễm virus u nhú Shope (một loại virus tạo ra các khối u xương phát triển trên đầu và cơ thể) giống như sinh vật thỏ Jackalope ở Bắc Mỹ.